# Čuhovići
Čuhovići su naseljeno mjesto u općini Konjic, Federacija Bosne i Hercegovine, BiH.

## Stanovništvo

### 1991.
Nacionalni sastav stanovništva 1991. godine, bio je sljedeći:
ukupno: 164
- Muslimani – 164

### 2013.
Nacionalni sastav stanovništva 2013. godine, bio je sljedeći:
ukupno: 42
- Bošnjaci – 42

## Vanjske poveznice
- Satelitska snimka  Arhivirana inačica izvorne stranice od 12. ožujka 2021. (Wayback Machine)